# Mylène Troszczynski

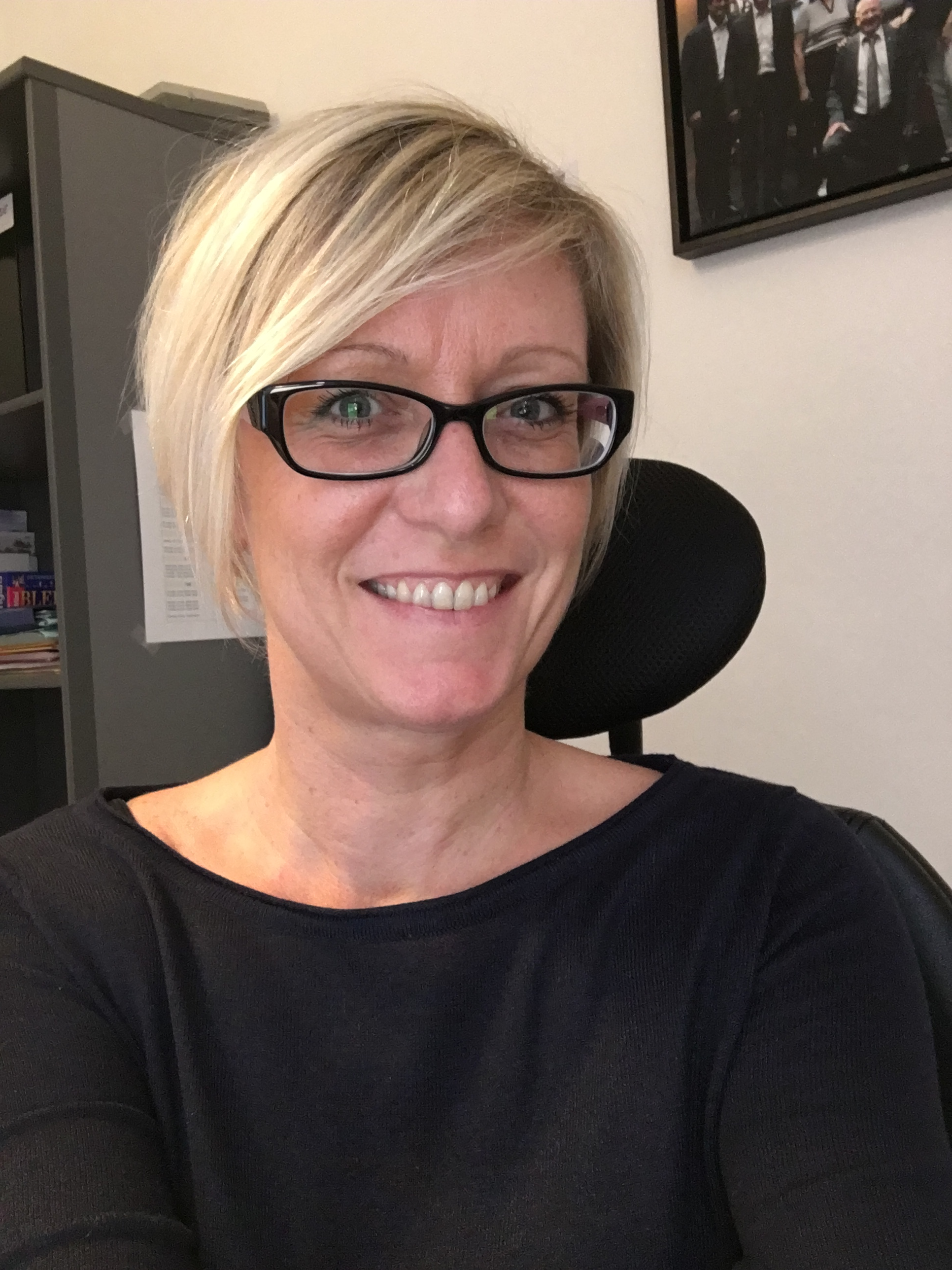
Mylène Troszczynski

Mylène Troszczynski (* 16. Mai 1972 in Chauny) ist eine französische  Politikerin der Front National.

## Leben
Troszczynski ist seit 2014 Abgeordnete im Europäischen Parlament. Dort ist sie Mitglied im Ausschuss für Binnenmarkt und Verbraucherschutz und in der Delegation im Gemischten Parlamentarischen Ausschuss EU-Chile.